# クヴェナムティスツカリ川
クヴェナムティスツカリ川（グルジア語: ქვენამთისწყალი、グルジア語ラテン翻字: Kvenamtistskali）は、ジョージアのムツヘタ＝ムティアネティ州カズベギ地区を流れる河川。スノスツカリ川の左支流である。ツカリ（წყალი）は古ジョージア語で「川」を意味しており、クヴェナムティスツカリは「クヴェナムタ」（ქვენამთა）の「川」（წყალი）という意味である。
クヴェナムタ山を水源とし、全長は3.8キロメートル。
水源は海抜3,070メートルにあり、雨や雪解け水、地下水が主たる供給源である。春から夏の初頭にかけては水量が多く、冬は低水量である。